# Тібор Нілаші
Тібор Нілаші (угор. Nyilasi Tibor, нар. 18 січня 1955, Варпалота) — колишній угорський футболіст, що грав на позиції нападника. По завершенні ігрової кар'єри — футбольний тренер.
Більшу частину футбольного життя присвятив клубу «Ференцварош», в якому спочатку був футболістом, а потім тренером. Також виступав за «Аустрію» (Відень) та національну збірну Угорщини.

## Клубна кар'єра
Тібор Нілаші почав займатися футболом в 1966 в клубі піонерській організації «Уттерештадіон», в 1970 році був запрошений в молодіжну команду «Ференцвароша». У першій команді дебютував 14 травня 1973 року, але за 2 перших сезони зіграв лише в 3 матчах. Основним півзахисником став в сезоні 1974/75, коли Нілаші разом з «Ференцварошем» дійшов до фіналу Кубка кубків, в якому угорський клуб поступився київському «Динамо». Вдалим видався для Тібора і його команди та сезон 1975/76, в якому «Ференцварош» після восьмирічної перерви став чемпіоном Угорщини.
У грудні 1979 року Нілаші, до того часу вже капітан «Ференцвароша», оголосив про завершення кар'єри у зв'язку з травмою, отриманою за 3 роки до цього. Незабаром він змінив своє рішення та повернувся у великий футбол. У сезоні 1980/81 Тібор Нілаші забив 30 м'ячів і, на думку ряду спортивних оглядачів, міг отримати «Золотий бутс», але болгарин Георгій Славков, що відставав від Тібора на 3 голи, в останньому турі чемпіонату Болгарії забив 4 м'ячі і в підсумку випередив Нілаші. Голи Нілаші допомогли «Фраді» виграти чергове чемпіонське звання, а сам Тібор був визнаний найкращим футболістом 1981 року в Угорщині. Всього за «Ференцварош» Нілаші виступав 10 років, зіграв у 243 матчах та забив 132 голи в чемпіонаті Угорщини, вигравши за цей час два чемпіонства і три національних кубки.
Влітку 1983 року Тібор Нілаші з дозволу Федерації футболу Угорщини перейшов в австрійський клуб «Аустрія» з Відня, де в першому ж сезоні став чемпіоном Австрії та найкращим бомбардиром чемпіонату. Вигравши у складі «Аустрії» ще два чемпіонства і один раз кубок країни, Тібор Нілаші завершив кар'єру в 1988 року. Всього за віденську «Аустрію» Нілаші провів 155 офіційних матчів, в яких забив 111 м'ячів, в чемпіонаті — 120 матчів, 81 м'яч.

## Виступи за збірну
10 серпня 1975 року дебютував у складі національної збірної Угорщини у товариському матчі проти збірної Ірану в Тегерані. А в першому ж своєму офіційному матчі, який відбувся 24 вересня в рамках відбіркового турніру чемпіонату Європи 1976 року, Нілаші забив перший гол за збірну. Суперником угорців була збірна Австрії, яка, на відміну від угорської команди, ще не втратила на той момент шансів на потрапляння до чвертьфіналу. Тим не менше, господарі поля здобули перемогу з рахунком 2:1, Нілаші відкрив рахунок на 2-й хвилині. Угорській збірній залишалося зіграти ще один домашній кваліфікаційний матч, 19 жовтня проти збірної Люксембургу. Нілаші забив у цій зустрічі 5 м'ячів, а збірна Угорщини виграла з рахунком 8:1.
У період відбіркового турніру чемпіонату світу 1978 року Нілаші вже вважався основним гравцем збірної. Суперниками угорської команди по кваліфікаційній групі були збірні Радянського Союзу та Греції, ключовим став матч між збірними Угорщини та СРСР 30 квітня 1977 в Будапешті. Незважаючи на пильну опіку з боку радянських футболістів, Нілаші на 44-й хвилині забив перший м'яч, завляки якому угорці виграли з рахунком 2:1. Угорська збірна потім здолала Болівію (Нілаші забив один з голів у першому матчі) і потрапила до фінального турніру. За підсумками 1977 року Тібор Нілаші став одним з найкращих бомбардирів збірної Угорщини, забивши 7 м'ячів, стільки ж було на рахунку Андраша Теречик. В Аргентині угорці потрапили в «групу смерті»: їх суперниками були сильні збірні Італії та Франції, а також господарі чемпіонату — збірна Аргентини. Тібор Нілаші взяв участь у двох матчах, у зустрічі з аргентинцями він і Теречик були видалені з поля за грубу гру.
Нілаші залишався лідером угорської збірної і через 4 роки. На чемпіонаті світу 1982 року Тібор Нілаші був капітаном команди, взяв участь у всіх трьох її матчах. Забив на турнірі 2 м'ячі — обидва у ворота збірної Сальвадору, угорці перемогли в тому матчі 10:1 і встановили рекорд результативності чемпіонатів світу. Нілаші також регулярно грав за збірну у відбіркових циклах чемпіонату Європи 1984 року та чемпіонату світу 1986 року. Незадовго до старту фінального турніру чемпіонату світу в Мексиці Нілаші отримав травму, але намагався встигнути відновитися. Про те, що Нілаші все ж не зможе взяти участь на чемпіонаті стало відомо в найостанніший момент. Новим капітаном угорської команди був обраний Антал Надь, він же отримав і номер «8», під яким Нілаші грав на двох попередніх турнірах.
Всього за збірну Угорщини з 1975 по 1985 рік Тібор Нілаші провів 70 матчів та забив 32 голи. У 26 матчах був капітаном національної команди.
18 серпня 1981 року зіграв за збірну Європи у матчі, присвяченому 80-річчю чехословацького футболу. Зустріч завершилася переконливою перемогою збірної Чехословаччини з рахунком 4:0.

## Кар'єра тренера
Після завершення ігрової кар'єри, Нілаші з 1990 по 1994 рік очолював «Ференцварош», тричі виграв з клубом кубок Угорщини, а в сезоні 1991/92 привів «Фраді» до перемоги в чемпіонаті. Другий раз працював з «Ференцварошем» в сезоні 1997/98, команда посіла друге місце.
З 2002 по 2007 рік Нілаші працював в Угорській футбольній федерації.

## Досягнення

### Як гравця
- Чемпіон Угорщини (2) : 1975/76, 1980/81
- Володар Кубка Угорщини (3) : 1973/74, 1975/76, 1977/78
- Чемпіон Австрії (3) : 1983/84, 1984/85, 1985/86
- Володар Кубка Австрії: 1985/86
- Фіналіст Кубка володарів кубків УЄФА: 1974/75

#### Особисті
- Футболіст року в Угорщині: 1981
- Найкращий бомбардир чемпіонату Угорщини: 1980/81
- Найкращий бомбардир чемпіонату Австрії: 1983/84
- Володар «Срібної бутси»: 1981
- Найкращий бомбардир Кубка УЄФА: 1983/84

### Як тренера
- Чемпіон Угорщини: 1991/92
- Володар Кубка Угорщини (3) : 1990/91, 1992/93, 1993/94
- Володар Суперкубка Угорщини (2) : 1993, 1994

## Статистика виступів

### Огляд кар'єри
| Команда           | Період            | Офіційні матчі | Офіційні матчі | Неофіційні матчі | Неофіційні матчі | Разом | Разом |
| Команда           | Період            | Ігри           | Голи           | Ігри             | Голи             | Ігри  | Голи  |
| ----------------- | ----------------- | -------------- | -------------- | ---------------- | ---------------- | ----- | ----- |
| Ференцварош       | 1972 — 1983       | 309            | 166            | 74               | 54               | 383   | 220   |
| Аустрія (Відень)  | 1983 — 1988       | 155            | 111            | 62               | 70               | 217   | 181   |
| Угорщина          | 1975 — 1985       | 70             | 32             | 42               | 36               | 112   | 68    |
| Угорщина (B)      | 1976              | 1              | 0              | 0                | 0                | 1     | 0     |
| Всього за кар'єру | Всього за кар'єру | 535            | 309            | 178              | 160              | 713   | 469   |

### Клубна кар'єра
| Клуб               | Сезон             | Ліга | Ліга | Кубки | Кубки | Єврокубки | Єврокубки | Інші | Інші | Разом | Разом | Товариські матчі | Товариські матчі | Усього | Усього |
| Клуб               | Сезон             | Ігри | Голи | Ігри  | Голи  | Ігри      | Голи      | Ігри | Голи | Ігри  | Голи  | Ігри             | Голи             | Ігри   | Голи   |
| ------------------ | ----------------- | ---- | ---- | ----- | ----- | --------- | --------- | ---- | ---- | ----- | ----- | ---------------- | ---------------- | ------ | ------ |
| «Ференцварош»      | 1972/73           | 1    | 0    | 0     | 0     | 0         | 0         | 0    | 0    | 1     | 0     | 0                | 0                | 1      | 0      |
| «Ференцварош»      | 1973/74           | 2    | 0    | 2     | 0     | 0         | 0         | 0    | 0    | 4     | 0     | 2                | 0                | 6      | 0      |
| «Ференцварош»      | 1974/75           | 25   | 6    | 1     | 1     | 5         | 2         | 0    | 0    | 31    | 9     | 11               | 7                | 42     | 16     |
| «Ференцварош»      | 1975/76           | 28   | 12   | 7     | 6     | 2         | 3         | 0    | 0    | 37    | 21    | 15               | 9                | 52     | 30     |
| «Ференцварош»      | 1976/77           | 26   | 16   | 5     | 2     | 3         | 4         | 0    | 0    | 34    | 22    | 9                | 4                | 43     | 26     |
| «Ференцварош»      | 1977/78           | 28   | 8    | 8     | 1     | 2         | 0         | 0    | 0    | 38    | 9     | 0                | 0                | 38     | 9      |
| «Ференцварош»      | 1978/79           | 29   | 21   | 11    | 8     | 4         | 1         | 0    | 0    | 44    | 30    | 12               | 19               | 56     | 49     |
| «Ференцварош»      | 1979/80           | 22   | 12   | 0     | 0     | 2         | 0         | 0    | 0    | 24    | 12    | 10               | 4                | 34     | 16     |
| «Ференцварош»      | 1980/81           | 34   | 30   | 5     | 1     | 0         | 0         | 0    | 0    | 39    | 31    | 3                | 2                | 42     | 33     |
| «Ференцварош»      | 1981/82           | 25   | 10   | 0     | 0     | 2         | 0         | 0    | 0    | 27    | 10    | 2                | 0                | 29     | 10     |
| «Ференцварош»      | 1982/83           | 23   | 17   | 3     | 5     | 4         | 0         | 0    | 0    | 30    | 22    | 10               | 9                | 40     | 31     |
| «Ференцварош»      | Разом             | 243  | 132  | 42    | 24    | 24        | 10        | 0    | 0    | 309   | 166   | 74               | 54               | 383    | 220    |
| «Аустрія» (Відень) | 1983/84           | 29   | 26   | 7     | 9     | 8         | 9         | 0    | 0    | 44    | 44    | 12               | 13               | 56     | 57     |
| «Аустрія» (Відень) | 1984/85           | 26   | 17   | 4     | 2     | 6         | 2         | 0    | 0    | 36    | 21    | 17               | 21               | 53     | 42     |
| «Аустрія» (Відень) | 1985/86           | 20   | 18   | 1     | 2     | 4         | 1         | 0    | 0    | 25    | 21    | 12               | 18               | 37     | 39     |
| «Аустрія» (Відень) | 1986/87           | 19   | 9    | 1     | 2     | 0         | 0         | 1    | 0    | 21    | 11    | 10               | 10               | 31     | 21     |
| «Аустрія» (Відень) | 1987/88           | 26   | 11   | 1     | 3     | 2         | 0         | 0    | 0    | 29    | 14    | 11               | 8                | 40     | 22     |
| «Аустрія» (Відень) | Разом             | 120  | 81   | 14    | 18    | 20        | 12        | 1    | 0    | 155   | 111   | 62               | 70               | 217    | 181    |
| Всього за кар'єру  | Всього за кар'єру | 363  | 213  | 56    | 42    | 44        | 22        | 1    | 0    | 464   | 277   | 136              | 124              | 600    | 401    |